# Endlich erwachsen
Endlich erwachsen ist das sechste Soloalbum des Berliner Rappers Bass Sultan Hengzt. Es erschien am 18. April 2014 über das Label No Limits und wird von Groove Attack vertrieben.

## Produktion
Die Beats der Lieder des Albums wurden von Bass Sultan Hengzt selbst, Serk und Robert Philip produziert.

## Covergestaltung
Das Albumcover zeigt Bass Sultan Hengzt im Trümmerteil eines abgestürzten Flugzeugs sitzend, das einem Ei ähnelt. Im Himmel über ihm stehen die weißen Schriftzüge BSH sowie Bass Sultan Hengzt und im unteren Teil des Bildes befindet sich der Titel Endlich Erwachsen in Weiß.

## Gastbeiträge
| Professionelle Bewertungen | Professionelle Bewertungen |
| -------------------------- | -------------------------- |
| Kritiken                   |                            |
| Quelle                     | Bewertung                  |
| Juice                      | [ 2 ]                      |
| laut.de                    | [ 3 ]                      |
| Backspin                   | [ 4 ]                      |
| hiphop.de                  | [ 5 ]                      |

Auf fünf Liedern des Albums sind neben Bass Sultan Hengzt andere Künstler vertreten. So ist der Rapper Sido im Song Halt Stop zu hören und der Künstler Yasha hat einen Gastauftritt beim Track Weck mich nie wieder auf. Bass Sultan Hengzts Freund und Produzent Serk hat gleich drei Beiträge auf den Liedern Jennifer, Heimbring und Ich seh gut dabei aus. An letzterem Titel wirkt außerdem das Rap-Duo Die Atzen mit.

## Titelliste
| #  | Titel                            | Gastbeiträge       | Länge |
| -- | -------------------------------- | ------------------ | ----- |
| 1  | Intro                            |                    | 1:36  |
| 2  | Endlich erwachsen                |                    | 3:23  |
| 3  | Das Leben ist schön              |                    | 3:45  |
| 4  | Jennifer                         | Serk               | 3:22  |
| 5  | Halt Stop                        | Sido               | 3:23  |
| 6  | Die Freaks kommen um Mitternacht |                    | 3:46  |
| 7  | Weck mich nie wieder auf         | Yasha              | 4:02  |
| 8  | Frauen und Rabauken              |                    | 3:41  |
| 9  | Anbeginn der Zeit                |                    | 3:04  |
| 10 | Feier mich bankrott              |                    | 3:24  |
| 11 | Ich seh gut dabei aus            | Die Atzen und Serk | 2:53  |
| 12 | Heimbring                        | Serk               | 3:55  |
| 13 | 4 Jahre                          |                    | 3:40  |

Bonussongs der Premium-Edition
| #  | Titel              | Gastbeiträge | Länge |
| -- | ------------------ | ------------ | ----- |
| 14 | Elefant            |              | 3:42  |
| 15 | Typisch ich        |              | 3:19  |
| 16 | Geh jetzt          |              | 3:18  |
| 17 | Willkommen zurück  |              | 3:23  |
| 18 | Mach den Balotelli |              | 3:02  |

+ Instrumentals
Bonussongs der iTunes-Edition
| #  | Titel                  | Gastbeiträge | Länge |
| -- | ---------------------- | ------------ | ----- |
| 14 | Willkommen zurück      |              | 3:23  |
| 15 | Mach den Balotelli     |              | 3:02  |
| 16 | Jennifer (Dance-Remix) |              | 3:18  |

+ Instrumentals

## Chartplatzierungen
Endlich erwachsen stieg auf Platz 3 in die deutschen Albumcharts ein, was für Bass Sultan Hengzt die bisher mit Abstand höchste Chartplatzierung darstellt. Es hielt sich drei Wochen in den Top 100.

## Singles
Am 21. Februar 2014 wurde mit dem Song Das Leben ist schön die erste offizielle Single des Albums zum Download ausgekoppelt. Am 7. März erschien die zweite Single Jennifer und mit Halt Stop folgte die dritte Auskopplung am 21. März 2014. Außerdem wurde am 11. April 2014 die vierte Single Weck mich nie wieder auf veröffentlicht. Bereits am 14. Dezember 2012 bzw. 22. Februar 2013 erschienen die Bonussongs Willkommen zurück und Mach den Balotelli zum Download. Zu allen Liedern wurden auch Musikvideos gedreht. Am 1. bzw. 20. Mai 2014 wurden zudem Videos zu den Tracks Ich seh gut dabei aus und Die Freaks kommen um Mitternacht veröffentlicht.